# Sideractiidae
Sideractiidae är en familj av koralldjur som beskrevs av Daniel Cornelius Danielssen 1890. Enligt Catalogue of Life ingår Sideractiidae i ordningen skivanemoner, klassen Anthozoa, fylumet nässeldjur och riket djur, men enligt Dyntaxa är tillhörigheten istället ordningen skivanemoner, klassen Hexacorallia, fylumet nässeldjur och riket djur. Enligt Catalogue of Life omfattar familjen Sideractiidae 3 arter. 
Kladogram enligt Catalogue of Life och Dyntaxa:
| Sideractiidae | \| \| Nectactis \| \| \| \| \| \| Sideractis \| \| \| \| \| \| Sphincteractis \| \| \| \| |
|               | \| \| Nectactis \| \| \| \| \| \| Sideractis \| \| \| \| \| \| Sphincteractis \| \| \| \| |
|               | Corallimorphidae                                                                          |
|               |                                                                                           |
|               | Discosomatidae                                                                            |
|               |                                                                                           |
|               | Ricordiidae                                                                               |
|               |                                                                                           |
|               | Nectactis                                                                                 |
|               |                                                                                           |
|               | Sideractis                                                                                |
|               |                                                                                           |
|               | Sphincteractis                                                                            |
|               |                                                                                           |

|  | Nectactis      |
|  |                |
|  | Sideractis     |
|  |                |
|  | Sphincteractis |
|  |                |